# Kievitspolder (Groningen)
De Kievitspolder is een voormalig waterschap in de provincie Groningen.
De polder lag ten westen van Thesinge en Sint-Annen, was zo'n 2,5 km lang en zo'n 650 m breed en lag tussen het Sint-Annermaar en de Boersterwaterlozing in het noorden en het Geweide in het zuiden. De Thesingerweg in Sint-Annen lag ongeveer in het midden, op de lengteas van het schap. De polder werd bemalen door de Hendrik Maatsmolen, die aan de oostgrens van het waterschap stond en uitsloeg op het Kardingermaar. 
Waterstaatkundig gezien ligt het gebied sinds 1995 binnen dat van het waterschap Noorderzijlvest.